# Cobquecura
Cobquecura è un comune del Cile della provincia di Itata, nella Regione di Ñuble. Al censimento del 2002 possedeva una popolazione di 5.687 abitanti.

## Società

### Evoluzione demografica
| Censimento del 1992 | Censimento del 2002 |
| 6.257 ab.           | 5.687 ab.           |